# Nikolai Vambersky
Nikolai Vambersky (* 8. März 1997) ist ein österreichischer Fußballtorwart.

## Karriere
Vambersky begann seine Karriere beim SC Columbia Floridsdorf. 2006 wechselte er zum KSV Siemens und 2008 zum KSC/FCB Donaustadt. 2009 kam er in die Jugend des FK Austria Wien, für den er später auch in der Akademie spielte. 2014 wurde er an den Floridsdorfer AC verliehen.
Zur Saison 2015/16 rückte er in den Kader der Profis des Zweitligisten auf. Im Jänner 2017 wurde er schließlich nach zweieinhalb Jahren Leihe fest verpflichtet und an den viertklassigen 1. Simmeringer SC verliehen. Mit Simmering stieg er zu Saisonende in die 2. Landesliga ab.
Nach seiner Rückkehr zum FAC debütierte er schließlich im August 2017 in der zweiten Liga, als er am fünften Spieltag der Saison 2017/18 gegen den SC Wiener Neustadt in der 74. Minute für den verletzten Martin Fraisl eingewechselt wurde.